# Cantone di Crécy-la-Chapelle
Il Cantone di Crécy-la-Chapelle era una divisione amministrativa dell'arrondissement di Meaux.
È stato soppresso a seguito della riforma complessiva dei cantoni del 2014, che è entrata in vigore con le elezioni dipartimentali del 2015.
Comprendeva i comuni di:
- Bouleurs
- Boutigny
- Condé-Sainte-Libiaire
- Couilly-Pont-aux-Dames
- Coulommes
- Coutevroult
- Crécy-la-Chapelle
- Esbly
- La Haute-Maison
- Montry
- Quincy-Voisins
- Saint-Fiacre
- Saint-Germain-sur-Morin
- Sancy-les-Meaux
- Vaucourtois
- Villemareuil
- Villiers-sur-Morin
- Voulangis